# Lijst van oorlogsmonumenten in Krimpenerwaard
De Nederlandse gemeente Krimpenerwaard heeft 19 oorlogsmonumenten. Hieronder een overzicht.

## Ammerstol
| Nr.  | Object                                | Herdachte groep                                                                                                 | Ontwerper             | Onthulling       | Type            | Locatie              | Plaats    | Coördinaten                   | Foto                                  |
| ---- | ------------------------------------- | --- | --------------------- | ---------------- | --------------- | -------------------- | --------- | ----------------------------- | ------------------------------------- |
| 2661 | Monument op de Algemene begraafplaats | burgerslachtoffers, met name Arie Matthijs de Jong (8-3-1921 - 30-11-1943) en Jan Ooms (7-10-1920 - 21-10-1943) | Ineke van Dijk (1940) | 29 november 2003 | beeld/sculptuur | Achterweg 2, 2865 XD | Ammerstol | 51° 55' 35" NB, 4° 48' 21" OL | Monument op de Algemene begraafplaats |

## Bergambacht
| Nr.  | Object          | Herdachte groep                                                    | Ontwerper | Onthulling | Type       | Locatie                | Plaats      | Coördinaten                   | Foto            |
| ---- | --------------- | ------------------------------------------------------------------ | --------- | ---------- | ---------- | ---------------------- | ----------- | ----------------------------- | --------------- |
| 1907 | Oorlogsmonument | militairen in dienst van het Ned. Kon. na 1945, burgerslachtoffers |           |            | zuil       | Badhuisstraat, 2861 XT | Bergambacht | 51° 55' 59" NB, 4° 47' 3" OL  | Oorlogsmonument |
| 3269 | Gedenkbank      | overig                                                             |           |            | gedenkbank | Kerksingel 2, 2861 AG  | Bergambacht | 51° 55' 56" NB, 4° 46' 59" OL | Gedenkbank      |

## Berkenwoude
| Nr. | Object                             | Herdachte groep | Ontwerper                                | Onthulling    | Type      | Locatie                          | Plaats                 | Coördinaten                  | Foto              |
| --- | ---------------------------------- | --------------- | ---------------------------------------- | ------------- | --------- | -------------------------------- | ---------------------- | ---------------------------- | ----------------- |
|     | Wapendroppingsmonument Berkenwoude | overigen        | Verdo Staalconstructies, Gerard Verdoold | 13 april 2022 | sculptuur | rotonde Zuidbroekse Opweg / N210 | Zuidbroek, Berkenwoude | 51° 55' 44" NB, 4° 43' 3" OL | Meer afbeeldingen |

## Haastrecht
| Nr. | Object     | Herdachte groep    | Ontwerper | Onthulling | Type       | Locatie                              | Plaats     | Coördinaten                 | Foto       |
| --- | ---------- | ------------------ | --------- | ---------- | ---------- | ------------------------------------ | ---------- | --------------------------- | ---------- |
| 490 | Gedenkbank | burgerslachtoffers |           | 1941       | gedenkbank | Hervormde Kerk, Kerkplein 9, 2851 CJ | Haastrecht | 52° 0' 5" NB, 4° 46' 26" OL | Gedenkbank |

## Krimpen aan de Lek
| Nr.  | Object                              | Herdachte groep                                | Ontwerper     | Onthulling       | Type        | Locatie             | Plaats             | Coördinaten                   | Foto                                |
| ---- | ----------------------------------- | ---------------------------------------------- | ------------- | ---------------- | ----------- | ------------------- | ------------------ | ----------------------------- | ----------------------------------- |
| 1177 | Het Offer                           | burgerslachtoffers                             | Martin Bakker | 4 mei 1950       | gedenksteen | Molenweg, 2931 LL   | Krimpen aan de Lek | 51° 53' 56" NB, 4° 36' 60" OL | Het Offer                           |
| 3003 | Monument voor Cornelis van den Berg | militairen in dienst van het Ned. Kon. na 1945 |               | 15 augustus 2007 | gedenksteen | Molenweg 1, 2931 LL | Krimpen aan de Lek | 51° 53' 56" NB, 4° 36' 60" OL | Monument voor Cornelis van den Berg |

## Lekkerkerk
| Nr.  | Object                        | Herdachte groep                                | Ontwerper                | Onthulling       | Type            | Locatie                   | Plaats     | Coördinaten                   | Foto                          |
| ---- | ----------------------------- | ---------------------------------------------- | ------------------------ | ---------------- | --------------- | ------------------------- | ---------- | ----------------------------- | ----------------------------- |
| 1172 | Wapendroppings 1944-1945      | overig                                         | Arie Ros                 | 28 april 1998    | beeld/sculptuur | Wetering Oost, 2941 LD    | Lekkerkerk | 51° 55' 0" NB, 4° 43' 35" OL  | Wapendroppings 1944-1945      |
| 1174 | Bevrijdingsmonument           | algemeen                                       | Hank Hans                | 5 mei 1959       | beeld/sculptuur | Kerkplein, 2941 AD        | Lekkerkerk | 51° 53' 42" NB, 4° 41' 2" OL  | Bevrijdingsmonument           |
| 1175 | Monument op het Raadhuisplein | verzet Nederland                               | Cor van Kralingen (1955) | 23 februari 1952 | plaquette       | Raadhuisplein, 2941 BR    | Lekkerkerk | 51° 53' 46" NB, 4° 41' 0" OL  | Monument op het Raadhuisplein |
| 3002 | Monument voor Jan van der Wal | militairen in dienst van het Ned. Kon. na 1945 |                          | 15 augustus 2007 | gedenksteen     | Tiendweg Oost 1a, 2941 BV | Lekkerkerk | 51° 54' 13" NB, 4° 41' 42" OL | Monument voor Jan van der Wal |
|      | 50 jaar vrijheid              | algemeen                                       | Jan de Graaf             | 1995             | beeld/sculptuur | Baanderspark, 2941 XN     | Lekkerkerk | 51° 54' 2" NB, 51° 54' 2" OL  | 50 jaar vrijheid              |
|      | Geuzenmonument                | eerste verzetsgroep WO2: De Geuzen             | Pieter Hardam            | 13 maart 2014    | gedenksteen     | Geuzenplein, 2941 XJ      | Lekkerkerk | 51° 53' 50" NB, 4° 41' 8" OL  | Geuzenmonument                |

## Ouderkerk aan den IJssel
| Nr. | Object                            | Herdachte groep                                  | Ontwerper | Onthulling | Type        | Locatie    | Plaats                   | Coördinaten                  | Foto                              |
| --- | --------------------------------- | ------------------------------------------------ | --------- | ---------- | ----------- | ---------- | ------------------------ | ---------------------------- | --------------------------------- |
|     | Monument Ouderkerk aan den IJssel | Oorlogsslachtoffers / slachtoffers van de oorlog |           |            | gedenksteen | Kerkweg 12 | Ouderkerk aan den IJssel | 51° 56' 4" NB, 4° 38' 11" OL | Monument Ouderkerk aan den IJssel |

## Schoonhoven
| Nr.  | Object                                                                           | Herdachte groep                                    | Ontwerper      | Onthulling    | Type            | Locatie                          | Plaats      | Coördinaten                   | Foto                                                                             |
| ---- | -------------------------------------------------------------------------------- | -------------------------------------------------- | -------------- | ------------- | --------------- | -------------------------------- | ----------- | ----------------------------- | -------------------------------------------------------------------------------- |
| 673  | Monument op de Algemene Begraafplaats                                            | algemeen                                           |                |               | Kruis           | Wal, 2871 BA                     | Schoonhoven | 51° 56' 43" NB, 4° 51' 17" OL | Monument op de Algemene Begraafplaats                                            |
| 3041 | Monument voor Frans Heerens                                                      | militairen in dienst van het Ned. Kon. na 1945     |                | 28 april 1994 | gedenksteen     | Wal, 2871 BA                     | Schoonhoven | 51° 56' 43" NB, 4° 51' 17" OL | Monument voor Frans Heerens                                                      |
| 3042 | Monument voor Barend van der Scheur                                              | militairen in dienst van het Ned. Kon. na 1945     |                | 28 april 1994 | gedenksteen     | Wal, 2871 BA                     | Schoonhoven | 51° 56' 43" NB, 4° 51' 17" OL | Monument voor Barend van der Scheur                                              |
|      | Vier monumenten voor L. Huisman, J. W. van den Bergh, A. C. Kooij en W. Benschop | militairen in dienst van het Ned. Kon. 1940 - 1945 |                |               | gedenksteen     | Wal, 2871 BA                     | Schoonhoven | 51° 56' 43" NB, 4° 51' 17" OL | Vier monumenten voor L. Huisman, J. W. van den Bergh, A. C. Kooij en W. Benschop |
|      | Libera me                                                                        | algemeen                                           | Dorothé Jehoel |               | beeld/sculptuur | Kerkstraat, 2871                 | Schoonhoven | 51° 56' 47" NB, 4° 51' 3" OL  | Libera me                                                                        |
|      | Stolpersteine                                                                    | vervolgden Nederland                               | Gunter Demnig  |               | reliëf          | Zie Stolpersteine in Schoonhoven | Schoonhoven |                               | Meer afbeeldingen                                                                |

## Stolwijk
| Nr. | Object          | Herdachte groep | Ontwerper   | Onthulling    | Type   | Locatie                              | Plaats   | Coördinaten                  | Foto              |
| --- | --------------- | --- | ----------- | ------------- | ------ | ------------------------------------ | -------- | ---------------------------- | ----------------- |
| 367 | Oorlogsmonument | algemeen, allen, militairen in dienst van het Ned. Kon./ Ned.Indië na 1945, militairen in dienst van het Ned. Kon./ Ned. Indië 1940-1945, burgerslachtoffers, vervolgden Nederland, verzet Nederland | Judith Bart | 25 april 1998 | overig | Kievitslaan/ Bovenkerkseweg, 2821 XS | Stolwijk | 51° 58' 28" NB, 4° 47' 8" OL | Meer afbeeldingen |

Alblasserdam ·
Albrandswaard ·
Alphen aan den Rijn ·
Barendrecht ·
Bodegraven-Reeuwijk ·
Capelle aan den IJssel ·
Delft ·
Den Haag ·
Dordrecht ·
Goeree-Overflakkee ·
Gorinchem ·
Gouda ·
Hardinxveld-Giessendam ·
Hendrik-Ido-Ambacht ·
Hillegom ·
Hoeksche Waard ·
Kaag en Braassem ·
Katwijk ·
Krimpen aan den IJssel ·
Krimpenerwaard ·
Lansingerland ·
Leiden ·
Leiderdorp ·
Leidschendam-Voorburg ·
Lisse ·
Maassluis ·
Midden-Delfland ·
Molenlanden ·
Nieuwkoop ·
Nissewaard ·
Noordwijk ·
Oegstgeest ·
Papendrecht ·
Pijnacker-Nootdorp ·
Ridderkerk ·
Rijswijk ·
Rotterdam ·
Schiedam ·
Sliedrecht ·
Teylingen ·
Vlaardingen ·
Voorne aan Zee ·
Voorschoten ·
Waddinxveen ·
Wassenaar ·
Westland ·
Zoetermeer ·
Zoeterwoude ·
Zuidplas ·
Zwijndrecht